# كريس بن
كرس بين (10 أكتوبر 1965 - 24 يناير 2006) (بالإنجليزية: Chris Penn)‏ كان ممثل أمريكي.شارك كريس بن في لعبة جي تي أي سان اندرياس بشخصية الضابط ايدي بولاسكي كما أنه كان من طاقم الأفلام الأولى ل «كوينتن تارينتينو» مثل فيلمي "Reservoir dogs" وفيلم "true romance". توفي كريس بين في الرابع والعشرين من يناير سنة 2006 إثر مرض قلبي ألم به في شقته.

## مواقع خارجية
- كريس بن على موقع IMDb (الإنجليزية)
- كريس بن على موقع روتن توميتوز (الإنجليزية)
- كريس بن على موقع ألو سيني (الفرنسية)
- كريس بن على موقع ميوزك برينز (الإنجليزية)
- كريس بن على موقع تيرنر كلاسيك موفيز (الإنجليزية)
- كريس بن على موقع أول موفي (الإنجليزية)
- كريس بن على موقع قاعدة بيانات الأفلام السويدية (السويدية)
- كريس بن على موقع إن إن دي بي (الإنجليزية)
- كريس بن على موقع ديسكوغز (الإنجليزية)
- كريس بن على موقع قاعدة بيانات الفيلم (الإنجليزية)

ي